# Saison 4 de L'amour est dans le pré
La quatrième saison de L'amour est dans le pré, est une émission de télévision française de téléréalité, diffusée chaque semaine sur M6 du lundi 15 juin 2009 au lundi 10 août 2009. Elle est présentée par Alessandra Sublet.
Les portraits des 10 agriculteurs participants à cette saison ont été diffusés le 2 janvier 2009. 

## Production et organisation

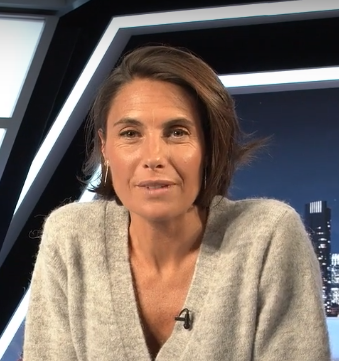
Alessandra Sublet présente l'émission.

Alessandra Sublet présente cette édition.
La société de production Fremantle, produit cette saison.

## Participants
Ci-après, la liste des 10 participants de cette saison,, :
| Participants | Participants | Profession         | Âge    | Localisation         | Intéressé par les |
| ------------ | ------------ | ------------------ | ------ | -------------------- | ----------------- |
| ♂            | Christian    | Éleveur de porcs   | 47 ans | Tarn                 | Femmes            |
| ♀            | Corinne      | Viticultrice       | 27 ans | Charente-Maritime    | Hommes            |
| ♂            | Denis        | Éleveur de vaches  | 41 ans | Vendée               | Femmes            |
| ♂            | Fabien       | Éleveur bovin      | 24 ans | Indre                | Femmes            |
| ♂            | Jean-Paul    | Éleveur de vaches  | 39 ans | Pyrénées-Atlantiques | Femmes            |
| ♂            | Jean-Pierre  | Éleveur de brebis  | 37 ans | Hautes-Alpes         | Femmes            |
| ♀            | Marylin      | Éleveuse de brebis | 31 ans | Aveyron              | Hommes            |
| ♂            | Norbert      | Éleveur de vaches  | 42 ans | Alsace               | Femmes            |
| ♂            | Stéphane     | Éleveur de vaches  | 36 ans | Finistère            | Femmes            |
| ♂            | Xavier       | Céréalier          | 32 ans | Champagne-Ardenne    | Femmes            |

## Audiences et diffusion
En France, l'émission est diffusée les vendredis et lundis : 2 janvier 2009 pour les portraits, et du 15 juin au 10 août 2009 pour le reste de la saison. Un épisode dure environ 1 h 40 (publicités incluses), soit une diffusion de 20 h 50 à 22 h 30.
| Épisode | Jour et horaire de diffusion            | Nombre de téléspectateurs | Part de marché (sur les 4 ans et plus) | Réf.  |
| ------- | --------------------------------------- | ------------------------- | -------------------------------------- | ----- |
| 1       | Vendredi 2 janvier 2009 (22:35 - 00:30) | 2 400 000                 | 20,5 %                                 | [ 5 ] |

| Épisode            | Jour et horaire de diffusion          | Nombre de téléspectateurs | Part de marché (sur les 4 ans et plus) | Classement des audiences | Réf.   |
| ------------------ | ------------------------------------- | ------------------------- | -------------------------------------- | ------------------------ | ------ |
| 1                  | Lundi 15 juin 2009 (20:50 - 22:30)    | 4 790 000                 | 19,9 %                                 | 3e                       | [ 1 ]  |
| 2                  | Lundi 22 juin 2009 (20:50 - 22:30)    | 4 900 000                 | 19,9 %                                 | 2e                       | [ 7 ]  |
| 3                  | Lundi 29 juin 2009 (20:50 - 22:30)    | 5 000 000                 | 20,9 %                                 | 2e                       | [ 8 ]  |
| 4                  | Lundi 6 juillet 2009 (20:50 - 22:30)  | 4 710 000                 | 20,4 %                                 | 2e                       | [ 9 ]  |
| 5                  | Lundi 13 juillet 2009 (20:50 - 22:30) | 3 800 000                 | 22,4 %                                 | 2e                       | [ 10 ] |
| 6                  | Lundi 20 juillet 2009 (20:50 - 22:30) | 4 410 000                 | 20,5 %                                 | Non connu.               | [ 11 ] |
| 7                  | Lundi 27 juillet 2009 (20:50 - 22:30) | 4 700 000                 | 21,5 %                                 | 2e                       | [ 12 ] |
| 8                  | Lundi 3 août 2009 (20:50 - 22:30)     | 4 800 000                 | 22,1 %                                 | 2e                       | [ 13 ] |
| 9                  | Lundi 10 août 2009 (20:50 - 22:30)    | 4 400 000                 | 21,8 %                                 | 2e                       | [ 6 ]  |
|                    |                                       |                           |                                        |                          |        |
| Bilan de la saison | Bilan de la saison                    | 4 600 000                 | 20,9 %                                 | –                        | [ 6 ]  |

Légende :
- plus hauts scores d'audiences
- plus bas scores d'audiences